# Lijst van koningen van Jordanië
De Jordaanse monarchie werd gesticht in 1921, onder het Britse mandaat. De zonen van de sjarif van Mekka, Hoessein ibn Ali, werden koningen van Irak en Transjordanië. Deze dynastie stamt lijnrecht af van de profeet Mohammed. In Jordanië was Abdoellah van Jordanië de eerste koning van de nieuwe Hasjemietische dynastie. De dynastie komt uit de Hidjaz en is dus geïmporteerd, maar regeert Jordanië met een vrij brede legitimatie van het Jordaanse volk. 

## Koningen van Jordanië (1921-heden)

### Hasjemietische dynastie (1921-heden)
| Monarch | Monarch                 | Regeringsperiode | Regeringsperiode |
| ------- | ----------------------- | ---------------- | ---------------- |
|         | Abdoellah I (1882-1951) | 1921             | 20 juli 1951     |
|         | Talal (1909-1972)       | 20 juli 1951     | 11 augustus 1952 |
|         | Hoessein (1935-1999)    | 11 augustus 1952 | 7 februari 1999  |
|         | Abdoellah II (1962)     | 7 februari 1999  | heden            |